# Andris Nelsons
Andris Nelsons (* 18. listopadu 1978 Riga, Sovětský svaz) je lotyšský dirigent. V současnosti vede lipský Orchestr Gewandhausu a zároveň je hudebním ředitelem Bostonského symfonického orchestru.

## Život a hudební kariéra
Vyrostl v hudební rodině, matka vedla sbor staré hudby, otec hrál na violoncello. On sám se jako chlapec učil hře na klavír a na trubku a také zpíval ve sboru své matky. Dlouho to vypadalo, že jeho povoláním bude hra na trubku, na níž již hrál v orchestru Lotyšské národní opery. Nakonec ho ale zlákalo dirigování, které studoval u Alexandra Titova na konzervatoři v Petrohradu. Zároveň absolvoval dirigentské kurzy u Neeme Järviho, Roberta Carnevale, Jormy Panuly a nakonec u svého krajana Marisse Jansonse, který si ho vyhlédl poté, co dokázal zaskočit v trubkové sekci jím vedené Filharmonie Oslo.
V roce 2003 se Nelsons stal šéfdirigentem Lotyšské národní opery. Vedl ji do roku 2007. Poté se stal šéfdirigentem Nordwestdeutsche Philharmonie v německém Herfordu, tuto funkci zastával až do konce sezóny 2008/2009. Následně převzal funkce hlavního dirigenta a hudebního ředitele City of Birmingham Symphony Orchestra. Tento symfonický orchestr řídil do roku 2015. Poté se stal šéfdirigentem Bostonského symfonického orchestru, který prvně dirigoval již v březnu 2011 jako nouzový záskok za Jamese Levina v Carnegie Hall. Hudebním ředitelem v Bostonu se stal v roce 2013. Album Under Stalin's Shadow, které s bostonským orchestrem nahrál, získalo v roce 2015 cenu Grammy. V roce 2017 převzal i Gewandhausorchester ve východoněmeckém Lipsku. V současnosti je Nelsons nadále  šéfdirigentem obou významných orchestrů, jak v Bostonu, tak v Lipsku. Kromě toho hostuje jako dirigent u mnoha významných symfonických těles, jako je například Královský orchestr Concertgebouw v Amsterdamu.
Při debutu v Metropolitní opeře v New Yorku dirigoval Nelsons v říjnu 2009 Pucciniho operu Turandot. V červenci 2010 debutoval na Hudebních slavnostech v Bayreuthu, při zahajovacím představení dirigoval novou inscenaci Wagnerova Lohengrina. Dne 1. ledna 2020 poprvé dirigoval proslulý Novoroční koncert Vídeňských filharmoniků, přičemž program obohatil i krátkým vlastním trumpetovým sólem. V rámci tradice těchto koncertů to bylo první dirigentovo sólo, jež nebylo houslové.

## Rodina
Jeho manželkou byla v letech 2011-2018 lotyšská operní pěvkyně Kristīne Opolaisová. Mají spolu dceru Adrianu Annu, narozenou v roce 2011. Manželé se rozvedli a Nelsons se v roce 2019 znovu oženil. Jeho druhou manželkou je Němka Alice Heidler, jejich svatba se konala v Bavorsku.